# Staurodesmus subpygmaeus
Staurodesmus subpygmaeus  là một loài Song tinh tảo trong họ Desmidiaceae, thuộc chi Staurodesmus.